# Shennong bencaojing bai zhong lu
 (janvier 2025).
- Si vous ne connaissez pas le sujet, laissez ce bandeau (vous pouvez alors contacter les auteurs).
- Si vous supprimez le contenu mis en cause (vous pouvez préalablement contacter les auteurs),

argumentez précisément cette suppression dans la page de discussion
(un manque de référence n'est pas un argument ; une recherche réelle de référence doit avoir été effectuée, être formellement documentée).
La pharmacopée chinoise Shennong bencaojing bai zhong lu 神农本草经百种录 « Une centaine de drogues du Classique de la matière médicale de Shennong », par Xu Dachun 徐大椿, fut publiée en 1736.
Comme d’autres médecins adeptes du Hanxue 汉学 « Étude des Han », Xu Dachun pensait que pour affronter les difficultés rencontrées dans la rédaction des bencao (pharmacopées), liées aux réformes de l’époque Song-Jin-Yuan 宋金元 (960-1368), il fallait revenir à la source littéraire d'origine de la longue histoire des pharmacopées chinoises : la Shennong bencao jing (abr. Benjing). Dans d’autres ouvrages, Xu Dachun a ainsi critiqué les pratiques médicales de son époque et a rappelé l’importance de la médecine préventive.
Dans cette optique, il a sélectionné 100 drogues importantes du Benjing, composées en grande majorité de drogues de grade supérieur, c’est-à-dire celles qui ont été les plus influencées par les pratiques ésotériques des fāngshì 方士, cherchant à prolonger la vie physique. Dans les notices descriptives des drogues, il reprend le texte de la première pharmacopée, la Shennong bencao jing (ou Benjing), à l’origine de la longue filiation des pharmacopées chinoises. Il en découpe le texte en courtes séquences de quelques caractères qu’il fait suivre de ses commentaires.
Il retient principalement les drogues de grade supérieur, à l’origine destinées à prolonger la vie physique à des fins spirituelles, pour en faire de simples médicaments pour rester en bonne santé. Mais ces drogues avaient été sélectionnées dans le Benjing par des devins imprégnés de pensée magique, contrairement aux autres drogues dont l’efficacité pouvait avoir été testée par des médecins comme Zhang Zhongjing (150-219) qui documentaient leurs effets sur des pathologies spécifiques.
Xu Dachun resta prisonnier de la contradiction dans laquelle il s’était enfermé
- retourner au texte d’origine de la Benjing
- développer une médecine préventive, en s’appuyant sur les drogues de grade supérieur de la Benjing (à l’exclusion des élixirs d’immortalité physique très toxiques) qui n'ont reçu aucun contrôle empirique de leur efficacité.

Xu Dachun est un médecin qui donne une analyse critique lucide de la médecine de son temps, et présente dans la préface un résumé des principes naturalistes à la base de la médecine. Il eut le courage de dénoncer avec vigueur les alchimistes qui prétendaient pouvoir atteindre l’immortalité avec des drogues d’une toxicité mortelle à base de plomb et de mercure.

## Texte

### Préface
La préface commence par un principe naturaliste

« Les cent substances diffèrent par nature de l'homme, et pourtant l'homme les utilise pour nourrir son corps et guérir ses maladies. Pourquoi cela ? C'est parce que la terre et le ciel sont eux-mêmes des substances, et bien qu'ils aient une forme immense, ils ne peuvent pas exister sans donner naissance à la vie. »

— Traduction de ChatGPT4o
Pour Xu Dachun et la philosophie taoïste, la création de la vie aussi bien humaine, qu’animale ou végétale est vue comme un processus naturel découlant des interactions entre le ciel, la terre et les éléments, en opposition radicale avec la tradition chrétienne classique qui attribue cette création à une action volontaire et transcendante de Dieu. Pour le christianisme, la vie n'est pas le résultat d'un processus naturel spontané, mais d'une intervention directe et volontaire de Dieu (Genèse chapitres 1 et 2).

« Lorsqu'ils [le ciel et la terre] donnent naissance aux hommes, ils leur confèrent la pureté (chún 纯). Lorsqu'ils donnent naissance aux animaux, ils leur confèrent la diversité. Quant aux plantes, ils leur donnent une nature partielle. Ce que l'homme appelle « pureté » est ce que son corps possède naturellement à la naissance. Cependant, lorsqu'il est exposé aux perturbations causées par le vent, le froid, la chaleur, l'humidité ou par les émotions comme la joie, la colère, l'inquiétude et la réflexion, cette pureté se détériore. Lorsqu'elle se détériore, l'énergie vitale est blessée [qì shāng 气伤]. Lorsque l'énergie vitale est blessée, le corps se décompose. »

— Traduction de ChatGPT4o
Xu Dachun, dans la tradition médicale chinoise, considère que le corps humain est naturellement en bonne santé et que les maladies proviennent de perturbations causées par 
- des facteurs pathogènes externes (Les Quatre qi pervers, sì xié qì 四邪气 : le vent, le froid, la chaleur, et l'humidité, parfois étendue par la canicule et la sécheresse pour former les Six excès liu yin 六淫)
- ou des facteurs pathogènes internes (colère, tristesse, joie excessive, peur, etc.).

Pour préserver une bonne santé, il est donc important de maintenir un équilibre tant émotionnel que physique.
Le qi naturel (ou zhengqi 正气) de l'homme représente l'énergie vitale, défensive et équilibrée qui maintient la santé. Lorsqu'une personne est en bonne santé, le zhengqi circule harmonieusement, protégeant le corps contre les influences pathogènes externes et internes.
Cependant, lorsque des influences pathogènes, appelées xieqi 邪气, interviennent dans le corps, elles déséquilibrent le zhengqi qui peut se transformer en xieqi. Les xieqi causant une maladie et ceux résultant de celle-ci, bien que partageant le même nom, représentent des entités distinctes avec des origines différentes. Le même terme peut désigner la cause ou la conséquence de la maladie, selon le contexte.
Le concept de qi dans la culture chinoise est particulièrement polysémique , il n’y a pas de terme adéquat pour le traduire, et l’utilisation du terme d’« énergie » ne convient pas toujours. Par exemple, parmi les quatre qi pervers xieqi, on peut comprendre que le vent et la chaleur soit des sources d’énergie (mécanique et thermique) mais pas l’humidité.
La préface se poursuit ainsi

« C'est ainsi que les substances aux caractéristiques diverses ou partielles, à travers leurs propriétés spécifiques, peuvent combler et restaurer ce qui est perdu chez l'homme. Les sages ont compris cela, et pour guérir l'homme, il est indispensable de d'abord bien connaître ces substances. 
Le qi ne peut aller contre les principes naturels, et la forme physique ne peut ignorer l'influence du qi. Observer les couleurs, distinguer les saveurs, écouter les sons, juger des mystères, peser le léger et le lourd, mesurer la longueur et la forme : voilà ce qu'il faut examiner. Connaître les saisons, analyser les préférences, comprendre les forces et faiblesses des éléments, discerner ce qui est adapté aux sols : voilà la manière de rechercher le qi. Lorsque l'on saisit la forme et le qi, on peut comprendre la nature des choses. La nature est le principe qui engendre les substances. »

— Traduction de ChatGPT4o
On peut voir dans cette profession de foi comme une prémonition du principe fondamental qui sous-tend la chimie moderne : les substances dans les humains ou dans la nature interagissent conformément aux principes universels de la chimie. C’est d’autant plus remarquable qu’il recommande une approche empiriste : « Observer les couleurs, distinguer les saveurs, écouter les sons, juger des mystères, peser le léger et le lourd, mesurer la longueur et la forme ». Mais nous verrons rapidement qu'il ne faut pas surinterpréter cette forme de naturalisme.
Il existe un parallèle instructif dans cette approche des substances naturelles comme des éléments dont les effets peuvent être modulés et combinés pour traiter la maladie avec le programme de travail des apothicaires européens (voir l’histoire de la pharmacognosie). Avec ses travaux sur la distillation, l’apothicaire strasbourgeois, Hieronymus Brunschwig (1450-1512), marque un tournant où les mélanges grossiers d'herbes médicinales sont remplacés par des substances traitées préalablement par le feu: sa pharmacopée est constituée de distillats de substances végétales ou animales mais pas des plantes elles-mêmes. Les travaux de nombreux apothicaires des XVIe – XVIIIe siècles permirent de fonder la chimie moderne. À l’instar d’Étienne de Clave (1587-1645), ils entendent « faire table rase des autoritates, édifier une nouvelle théorie de la matière fondée sur des principes strictement matériels sur les seules bases de l'expérience (al)chimique » (Didier Kahn). Peu de temps après la mort de Xu Dachun en 1771, Antoine Lavoisier publie son Traité élémentaire de chimie (1789) considéré comme le premier manuel chimique moderne.
La préface se termine par le principe suivant

« C'est ainsi que l'on a établi les classiques de la matière médicale chinoise (Bencao 本草) et formulé des décoctions pour traiter les humains : éliminer l'excès, combler les déficits, réchauffer ce qui est froid, rafraîchir ce qui est trop chaud, clarifier ce qui est trop tiède, et chauffer ce qui est trop froid. Ainsi, on soigne avec des traitements inversés pour les déséquilibres, et avec des traitements corrects pour ce qui est en harmonie. »

Comme les galénistes, les pharmacothérapeutes chinois traitent par les contraires.

### Les drogues
Pour rédiger sa pharmacopée, Xu Dachun sélectionna 100 drogues qu’il pensait être d’importance spéciale pour l’utilisation de deux ouvrages de prescription : le Jingui Yaolue 金匱药略 « Résumé des prescriptions de la chambre d'or » et le Shanghan Lun 傷寒論 de Zhang Zhongjing (150 – 219), un des auteurs préférés de Xu Dachun. Dans sa sélection, il donne la préférence aux drogues de grade supérieur (63 %), des drogues qui ne sont pas destinées à soigner les maladies, mais qui correspondaient aux préoccupations de recherche sur la prolongation de la vie terrestre voire de l’immortalité taoïste (selon la définition de la Benjing), et place en dernier les drogues de grade inférieur (12 %), aux fonctions proprement thérapeutiques.
| Classification en trois grades des 100 drogues de Xu Dachun |    |
| Grade supérieur                                             | 63 |
| Grade moyen                                                 | 25 |
| Grade inférieur                                             | 12 |

Pourquoi Xu Dachun accorde-t-il plus d’importance aux drogues de grade supérieur (shàngpǐn 上品) dans sa pharmacopée ?
Historiquement, celles-ci sont associées aux pratiques ésotériques des fāngshì 方士 (numérologues, astrologues, calendéristes, devins, praticiens médicaux-guérisseurs) puis aux alchimistes taoïstes qui cherchaient l'immortalité. Cette tradition les relie à des pratiques magiques, spirituelles et alchimiques, tandis que les drogues de grade inférieur (xiàpǐn 下品) étaient plus souvent utilisées dans un cadre médical plus pragmatique.
Contrairement aux drogues supérieures, dont l'utilisation était souvent ancrée dans une quête spirituelle ou mystique, l'efficacité des drogues inférieures pouvaient être testées empiriquement dans des contextes cliniques (d’observation directe de malade). Leur efficacité était souvent observée par des médecins, comme les célèbres praticiens Zhang Zhongjing 张仲景 (150-219) ou Hua Tuo 华佗 (110-207), qui documentaient leurs effets sur des pathologies spécifiques.
Pour les taoïstes, prolonger la vie (yannian 延年) ne consistait pas seulement à ajouter des années de vie supplémentaires, mais à obtenir une vie de qualité supérieure, dans un état de santé optimal et en gardant une grande vitalité, permettant éventuellement de transcender les limites physiques du corps. Cependant, à mesure que les décès dus aux pratiques alchimiques ont été reconnus, des doutes sont apparus, en particulier à partir des Ming et des Qing, ces drogues perdirent alors leur association avec la quête d'immortalité et furent considérées comme des remèdes prophylactiques (de prévention). Ces substances prises sur de longues périodes sont devenues des outils pour préserver la santé et prolonger la vie dans une approche plus rationnelle et médicale, marquant ainsi la fin de la croyance généralisée en une immortalité physique atteinte par des moyens alchimiques.
Cependant chercher à intégrer les drogues supérieures à une pratique prophylactique médicale, supposait un minimum de validation empiriques de leur efficacité pour être considérées comme des drogues comme les autres. Ce qui supposait une innovation méthodologique s’appuyant sur une enquête statistique au long terme dont les outils n’avaient pas été encore mis au point. C’est d’ailleurs précisément à la même époque, qu’en Europe, un des premiers essais cliniques fut imaginé par James Lind qui montra en 1747 que les agrumes peuvent soigner le scorbut (dû à une carence en vitamine C ). Il divisa l’équipe de marins scorbutique d’un vaisseau du roi, en 6 groupes égaux, et administra à chaque groupe une substance différente (1. cidre, 2. acide sulfurique, 3. vinaigre, ...et 6. oranges et citrons) et observa quel groupe guérissait.
Xu Dachun accorde de l’importance aux drogues supérieures parce qu’il pense qu’elles peuvent jouer un rôle dans la prévention des maladies et le maintien de la vitalité. Il critique souvent la sur-utilisation des drogues toxiques par les médecins pour traiter des pathologies spécifiques. Il prône une approche plus modérée, où l'on renforce le corps avant l'apparition des symptômes avec des substances non toxiques et nourrissantes. Dans son ouvrage Yīxué Yuánliú Lùn 医学源流论 « Traité sur l’origine et le développement de la médecine » (1757), il critique les pratiques médicales de son époque et rappelle l’importance de la médecine préventive. Il reproche à de nombreux médecins de ne se concentrer que sur la guérison des maladies après leur apparition, au lieu de se focaliser sur la prévention, qui selon lui devrait être au cœur de la pratique médicale. Il entend ainsi ne plus privilégier les traitements curatifs mais développer les traitements préventifs.
Nous verrons que du projet d’une médecine préventive à sa réalisation efficiente, il y avait encore un long chemin à parcourir.
Notices sur les drogues
Dans ces notices sur les drogues, Xu Dachun reprend le texte de la première pharmacopée, la Shennong bencao jing (ou Benjing), à l’origine de la longue filiation des pharmacopées chinoises. Il découpe le texte en courtes séquences de quelques caractères qu’il fait suivre de ses commentaires.
Nous mettons les passages tirés du Benjing à l’encre rouge et les commentaires de Xu Dachun à l’encre noire. Mais dans l'édition du Chinese Text Project que nous utilisons, aucune marque ne distinguant les deux sources, il nous a donc fallu recourir au texte source de la Benjing, pour l’identifier.

#### Songzhi松脂, la «résine de pin»
La notice sur la résine de pin, songzhi, se trouve dans le paragraphe 192 de l’édition du Chinese Text Project du Shennong bencaojing bai zhong lu.
Xū Dàchūn, dans le cas de la résine de pin, songzhi 松脂, n’invoque pas des observations cliniques pour justifier son usage médical, mais utilise plutôt un principe d'analogie : le renouvellement de l'écorce du pin et la guérison des ulcères reposent sur une observation de la résilience naturelle du pin et de son processus de production de résine. Cette résine, appliquée sur les maladies cutanées humaines, est censée reproduire le même effet de protection et de régénération, suivant ce que Marcel Mauss appelait la « loi de similarité » de la magie c’est-à-dire que « le semblable agit sur le semblable et spécialement guérit le semblable ».
En outre, le pin lui-même est un symbole important dans la culture taoïste et chinoise, souvent associé à la longévité, à la force, et à la pureté spirituelle.
Nous remarquons qu’il cite dès le début la Benjing:

« 192 ▬ Goût amer et nature chaude...[Jiǔ fú, qīng shēn, bùlǎo yán nián 久服, 轻身, 不老延年] Une consommation prolongée allège le corps, prévient le vieillissement et prolonge la vie. »

- qing shen 轻身 « alléger le corps » suggère une transformation corporelle où les individus deviennent plus proches de la nature éthérée des immortels (xiānrén 仙人). Le corps devient moins matériel, moins dense, et plus proche d’un état spirituel.
- bu lao 不老 « ne pas vieillir » fait référence à l'idée de maintenir un corps jeune et sain indéfiniment. Pour les taoïstes, le vieillissement était considéré comme un signe de déséquilibre ou de perte d'énergie vitale (qì 气). Ne pas vieillir était un précurseur à la notion d'immortalité physique.
- yan nian 延年 « prolonger la vie » c’est-à-dire étendre la durée de vie bien au-delà de la limite normale.

Les expressions qing shen, bu lao, yanian 轻身, 不老, et 延年 renvoient donc à des concepts centraux dans la recherche de l'immortalité taoïste. Elles décrivent non seulement une prolongation de la vie humaine, mais aussi une transformation corporelle et spirituelle visant à transcender les limitations physiques.
On trouve par exemple 47 occurrences de l’expression qing shen 轻身 « alléger le corps » dans la pharmacopée de Xu Dachun, 45 parmi les drogues supérieures, 1 parmi les drogues intermédiaires (shuiping 水萍, Spirodela polyrhiza une lentille d'eau) et 1 dans les drogues inférieures (xiakucao 夏枯草, Prunella vulgaris, la brunelle commune).
Probablement par respect des textes canoniques, Xu Dachun reprend à son compte ces concepts ou du moins n'émet aucune réserve à leur égard.
La résine de pin était parfois utilisée dans des préparations alchimiques comme composant dans des élixirs pour prolonger la vie ou purifier le corps mais son rôle y était secondaire par rapport à des substances plus courantes comme le cinabre (zhūshā 丹砂) ou le mercure (shuǐyín 水银).

#### Dānshā丹砂, lecinabre
Prenons la première matière médicale traitée par Xu : dānshā 丹砂, le cinabre, une espèce minérale composée de sulfure de mercure(II) de formule HgS, traitée dans les paragraphes 18 et 19 de Chinese Text Project.
Voici la notice de Xu Dachun.

«  19 ▬ [Wèigān 味甘, wēihán 微寒] Le goût est doux, [thermo-influence] légèrement froid.
  « Doux » fait référence à la saveur [wei 味], et « froid » fait référence à la nature [xing 性]. Pourquoi ne pas mentionner la couleur et l'odeur ? En effet, lorsque le médicament entre dans la bouche, on peut en déterminer le goût ; lorsqu'il pénètre dans l'estomac, on peut en connaître la nature. Quant à la couleur et l'odeur, on peut les déduire à partir des indications thérapeutiques ci-après. 
[Zhǔ shēntǐ wǔzàng bǎi bìng 主身体五脏百病.] Il traite toutes les maladies du corps et des cinq organes internes [wǔzàng 五脏]. Le terme baibing 百病 (lit. 100 maladies) « toutes maladies » signifie que ce médicament peut être utilisé pour de nombreux maux sans contre-indication, mais cela ne signifie pas qu'il peut guérir toutes les maladies [tianxia zhi bing 天下之病 « les maladies sous le ciel »]. Les médicaments de nature équilibrée sont souvent ainsi. 
[Yǎng jīngshén 养精神] Nourrit l'essence vitale : il s'agit de nourrir l'esprit et l'essence vitale [qi 气], car tout ce qui provient de l'énergie vitale peut renforcer l'esprit. L'homme partage la même essence que le ciel et la terre, et les substances similaires s'enrichissent mutuellement. »

— Traduction de ChatGPT4o. C'est nous qui soulignons.
Les traductions de Paul Unschuld et de ChatGPT4o sont très proches. Paul Unschuld est plus proche d’une lecture littérale du texte chinois.
Poursuivons

« [An hun po 安魂魄] Apaise les âmes hun 魂 et po 魄 : le rouge profond pénètre dans le cœur, il calme les peurs par son poids
  [Yì qì 益气.] Il renforce le qi car lorsque le qi décroît, il est stocké, et cela permet de le 
renforcer 
 [Míng mù 明目] Améliore la vision : tous les minéraux ont la capacité d'améliorer la vision. En effet, les pierres proviennent de l'essence du métal [Jīn qì 金气], et la vue, qui permet de distinguer les objets, est également issue de l'essence du métal. De plus, les cinq organes internes [wǔzàng 五脏] transmettent leur énergie vitale aux yeux. La taille et la capacité de perception des yeux sont liées au cœur, et le cinnabre renforce l'essence vitale du cœur, améliorant ainsi la vue. »

— Traduction de Paul Unschuld légèrement modifiée
L’âme hun représente l’esprit, la conscience, l’intelligence alors que la po représente la nature physique, la force du corps et le mouvement. Après une mort naturelle, la hun disparait dans le ciel et la po retourne dans la terre. Si la mort a été violente, les âmes hun et po restent parmi les humains et accomplissent des actes maléfiques.
Le cinabre, selon la théorie de la médecine chinoise, a des propriétés apaisantes qui stabilisent les âmes hún et pò en calmant l'esprit et en renforçant le lien entre l'âme et le corps.
Xu Dachun explique que les fonctions apaisantes du cinabre tiennent à son aspect « lourd » et « stabilisant » qui agit comme un « poids ». « Il calme par son poids » dit-il. Il n’invoque pas une observation clinique mais la « loi de similarité » de la magie de Marcel Mauss.
Les explications données pourquoi « le cinabre améliore la vision », reposent seulement en partie sur la théorie des correspondances systématiques ( Wuxing 五行) de la MTC.
En MTC, le cœur gouverne l’activité mentale et spirituelle,.
Selon les correspondances des wuxung  五行
- Bois (木, mù) ↔ Foie (肝, gān) ↔ Yeux (目, mù)
- Métal (金, jīn) ↔ Poumons (肺, fèi) ↔ Nez (鼻, bí)

ce n'est pas l'élément Métal qui est directement lié aux yeux, mais plutôt l'élément Bois à travers le foie. Dans la médecine chinoise traditionnelle, le foie est essentiel à la santé des yeux, et un dysfonctionnement hépatique est souvent considéré comme pouvant affecter la vision.
Cependant Xu Dachun tente d’établir une relation entre le Métal et les yeux en s'appuyant sur une logique différente, soulignant que le qi du Métal (jīn qì 金气) et des minéraux comme le cinabre influencent la vision. Mais cette perspective est une interprétation personnelle de Xu.
Sans s’arrêter plus longtemps sur les explications, la position de Xu Dachun repose plus sur des raisonnements théoriques dérivés du système Wǔxíng de la médecine traditionnelle chinoise ou sur des développements personnels que sur des observations concrètes de l'efficacité du cinabre sur la vision.
Poursuivons la notice sur le cinabre

« Il élimine les esprits malveillants, les entités démoniaques et les mauvais esprits [Shā jīng mèi, xié è gu 杀精魅邪恶鬼] 
 Le rouge intense est la couleur pure du yang céleste et terrestre, c'est pourquoi il est capable de repousser les influences néfastes liées au yin. »

Le cinabre est une espèce minéral rouge c’est-à-dire de la couleur du yang pur ayant une grande puissance pour équilibrer les influences néfastes du yin, souvent perçues comme des forces sombres, malveillantes ou perturbatrices.
Xu Dachun semble adhérer à l’idée assez commune en Chine jusqu’à l’époque moderne que certaines maladies sont causées par des entités spirituelles, comme des fantômes, des démons, ou des esprits (jīng mèi 精魅 et xié è guǐ 邪恶鬼). Souvenons-nous qu’en Chine il n’y a pas de rupture entre les conceptions mythiques et naturalistes du monde, c’est-à-dire que les démons sont des entités naturelles avérées. Dans la tradition alchimiste taoïste, le cinabre était réputé capable de tuer ou repousser ces entités malveillantes.
Ainsi Xū Dàchūn, bien qu'il soit un praticien pragmatique et critique des excès de l'alchimie taoïste, commente ce passage en intégrant l'idée que le cinabre, en tant que substance extrêmement yang, est utilisé non seulement pour ses propriétés médicinales, mais aussi pour ses effets sur les esprits malveillants pathogènes. Et il ne s’arrête pas là, car il prolonge la tradition inaugurée par la Benjing, de présenter à côté des substances médicinales à but thérapeutique des substances qui visent à rester en vie le plus longtemps possible, d’alléger son corps comme les Immortels capables de voler dans les nuages.

« En le prenant sur une longue période, il permet d'accéder à la clarté spirituelle et d'éviter le vieillissement. [Jiǔ fú, tōng shénmíng, bùlǎo 久服，通神明，不老]  
 Il peut se transformer en mercure. Le cinabre, en tant que pierre, est lié à l'élément métal, et le mercure est également l'essence [jing 精] du métal. Toutes les drogues de grade supérieur acquièrent leur nature en absorbant l'essence des Cinq Éléments célestes et terrestres. Le corps humain n'est pas différent des Cinq Éléments et du yin-yang, et en absorbant leur essence, on peut renforcer l'énergie vitale fondamentale, permettant ainsi à l'esprit d'atteindre la clarté et au corps de rester solide. Cependant, la nature de toute substance est partielle, et une utilisation excessive ou insuffisante peut être nuisible. Si l'on ne comprend pas profondément les subtilités de la transformation cosmique, il n'y a personne qui, après avoir essayé sans discernement, n'en serait pas mort. »

— Traduction de ChatGPT4o
La présence de mercure libre dans le minerai de cinabre lui confère une toxicité indéniable. Pour la première fois Xu Dachun met en garde contre la toxicité du cinabre. On peut cependant douter qu’il ait prescrit du cinabre (dānshā 丹砂) sur une longue période pour renforcer la vitalité, ou qu'il ait documenté des observations précises à ce sujet.

#### Shuǐyín 水银, «mercure, vif argent»
Après avoir rapporté la notice du Benjing (paragraphe 294), Xu Dachun poursuit, au paragraphe 295 du texte de Chinese Text Project

« 295 ▬ Le mercure est l'essence des cinq métaux. Il reçoit les influences essentielles [jīng qì 精气] des cinq métaux, mais pas encore leurs substances [métalliques].
Par sa purification, il peut être transformé en or, argent, et autres métaux. Ses propriétés médicinales concernent principalement les maladies de la peau causées par des toxines de chaleur [pífū rè dú zhī jí 皮肤热毒之疾]. Le poumon est associé à l'élément métal et contrôle la peau et les poils ; c'est par cette affinité du qi que le mercure agit. »

— Traduction de ChatGPT4o
Le mercure guérit les maladies de peau parce que d’après la théorie des correspondances wuxing, il y a la correspondances métal (jin 金) ↔ poumons (fei 肺) et que pour la médecine chinoise dit-il les poumons sont directement liés à la peau (pi 皮) et aux poils (mao 毛), ce qui signifie qu'ils jouent un rôle dans la protection de l'organisme contre les influences externes. Les relations de correspondances sont une construction a priori, basée tout au plus sur quelques homologies mais surtout façonnée par la contrainte forte d’être corsetée en quintuplets, qui partant du quintuplet de base (Bois, Feu, Terre, Métal, Eau) est mis en correspondance avec des quintuplets du niveau cosmique, et les quintuplets médicaux comme les Cinq viscères zang 五脏.
Pourtant les médecins chinois n’hésitent pas faire de certaines d’entre elles, des relations causales : c’est parce que le mercure est de l’essence des métaux (car il brille comme eux) et que ceux-ci sont liés aux poumons, eux-mêmes en liaison avec la peau, que au final, les médecins affirment que la drogue au mercure guérit les maladies de peau.

« 295 ▬ Les alchimistes [dānjiā 丹家], dans leurs techniques de fourneaux et d'alambics, utilisent le mercure et le plomb, qu'ils appellent le dragon et le tigre, et les raffinent ensemble pour créer des pilules d'immortalité. En consommant ces pilules, on espère obtenir la longévité [changsheng 长生], et par une consommation prolongée, on croit pouvoir s'envoler vers l'immortalité céleste [feisheng yuhua 飞升羽化 « s’envoler et devenir un être à plume »]. Depuis la publication du Cāntóngqì 參同契, ces théories se sont multipliées, et de nombreux érudits distingués ont été trompés par elles. »

— Traduction de ChatGPT4o
Le Cāntóngqì 参同契 « Accord des trois », aussi connu sous le titre complet Zhōu Yì Cāntóngqì 周易参同契, est un texte fondamental de l'alchimie taoïste et de la cosmologie chinoise, rédigé vers le IIe siècle de notre ère, et attribué à Wèi Bóyáng 魏伯阳, un érudit taoïste. Ce texte canonique a formalisé la fusion des concepts alchimiques et cosmologiques, en combinant les principes du Yìjīng (易经, Classique des changements) avec les processus alchimiques de transformation de substances comme le cinabre et le mercure. Il ne mentionne pas la résine de pin et se concentre principalement sur des substances plus centrales dans l'alchimie externe (wàidān 外丹), telles que le cinabre (zhūshā 丹砂), le mercure (shuǐyín 水银), et d’autres métaux et minéraux.

« 295 ▬  Le mercure représente l'essence des cinq métaux, mais il n'a pas encore pris la forme de métal véritable. Tous les métaux craignent le feu, mais le mercure, même après de nombreuses purifications, reste inchangé. Cela s'explique par le fait qu'il n'a pas encore pris la forme de métal et qu'il contient en lui l'essence de l'eau [zhong han shui jing 中含水精], ce qui le protège du feu. Bien qu'il puisse être transformé en or ou en argent par des procédés alchimiques, ces transformations ne sont que superficielles ; le mercure ne devient pas véritablement de l'or ou de l'argent. Pourtant, certains veulent utiliser son indestructibilité pour fortifier le corps. Cela relève d'une absurdité totale [Zhēn shǔ zhīlí 真属支离]. 
Les êtres humains et les objets du monde sont fondamentalement de natures différentes. Utiliser le qi des objets pour lutter contre les six perversions [liuxie 六邪 les « six pathogènes »]) relève de la logique, mais utiliser leur substance pour prolonger la vie est contre nature. Les alchimistes, prétendant être intelligents, parlent du ciel et du Yìjīng, et cela semble plausible à écouter, mais en réalité, ni Fuxi 伏羲, qui traça les hexagrammes, ni les sages qui écrivirent les commentaires, n'ont jamais mentionné les termes « longévité » ou « immortalité ». Ces prétentions grandiloquentes sont utilisées pour tromper les esprits simples. Ceux qui ont inventé ces théories sont morts depuis longtemps, mais il est encore dit qu'ils sont toujours en vie. Ceux qui essayent ces méthodes ruinent leur famille et perdent leur vie. Ils ne comprennent pas avant de mourir, et une fois morts, ils ne le savent plus. Au fil des siècles, de nombreuses générations d'ignorants se sont succédé, toutes motivées par la peur de la mort et le désir de vivre éternellement, mais ces pratiques n'ont fait qu'accélérer leur fin. Quel triste sort ! »

— Traduction de ChatGPT4o, les italiques sont de nous
Fuxi est un personnage mythique, fondateur de la médecine chinoise qui a inventé les Ba gua 八卦.
Dans la pensée taoïste, chángshēng 长生 peut désigner la quête de longévité (vivre longtemps en bonne santé) mais aussi celle de l’immortalité physique (échapper à la mort).
Xū Dàchūn critique vivement les alchimistes et les praticiens qui prétendent que les enseignements anciens, comme ceux attribués à Fuxi et aux sages qui ont écrit les commentaires du Yìjīng, font référence à la recherche de l’immortalité.